# Prescott (ancienne circonscription fédérale)
Pour les articles homonymes, voir Prescott.
Prescott fut une circonscription électorale fédérale de l'Ontario, représentée de 1867 à 1953.
C'est l'Acte de l'Amérique du Nord britannique de 1867 qui créa le district électoral de Prescott. Abolie en 1952, la circonscription fut intégrée dans Glengarry—Prescott.

## Géographie
En 1867, la circonscription de Prescott comprenait:
- Le comté de Prescott

## Députés
1. 1867-1878 — Albert Hagar, PLC
2. 1878-1882 — Félix Routhier, CON
3. 1882-1891 — Simon Labrosse, PLC
4. 1891-1904 — Isidore Proulx, PLC
5. 1904-1921 — Edmond Proulx, PLC
6. 1921-1925 — Joseph Binette, PPC
7. 1925-1926 — Gustave Évanturel, PLC
8. 1926-1929 — Louis-Mathias Auger, PLC
9. 1929-1949 — Élie-Oscar Bertrand, PLC
10. 1949-1953 — Raymond Bruneau, PLC-IND

- CON = Parti conservateur du Canada (ancien)
- PLC = Parti libéral du Canada
- PPC = Parti progressiste du Canada